# On The Road (festival)
On The Road byl benefiční hudební a kulturní festival podporující kulturu v Pardubickém kraji pořádaný občanským sdružením Dea Dealbata mezi lety 2006 až 2018. Každoročně představoval regionální i známé převážně české kapely. 
Součástí festivalu byla vystoupení amatérských divadel, autorská čtení, promítání filmů, workshopy, čajovna, turnaje ve stolním fotbálku.
Festival se konal v přírodním areálu koupaliště nedaleko Lázní Bohdaneč. 
Festival se účastnil projektu Čistý festival a ve spolupráci se sdružením Město na kole podporoval ekologickou (cyklistickou) dopravu na festival. 

## Benefiční záměr
Ze vstupného festival podporoval tyto charitativní organizace domácího i zahraničního významu:
- projekt Adopce na dálku pro potřeby dívky z Ugandy.
- regionální organizaci SKP-CEDR pomáhající duševně nemocným lidem v Pardubickém kraji.

Oba projekty se představovaly návštěvníkům prostřednictvím informačních stánků v areálu festivalu.

## Historie
Festival On The Road vznikl roku 2006 spojením dvou pardubických festivalů Uganda a Kalkata fest. 
Pro zkvalitnění své činnosti se pořadatelé rozhodli v tomto roce založit občanské sdružení Dea Dealbata, které si klade za cíl pořádat i jiné kulturní akce v Pardubickém kraji během celého roku. V období Vánoc je pořádán Zimní On The Road v pardubickém hudebním klubu Ponorka, který v současnosti nese název Tradiční vánoční večírek v Ponorce.

### 2006
25. a 26. srpna – vystoupili Čankišou, Priessnitz, Volant, Vypsaná fiXa, Znouzectnost, Miou Miou, Matthew´s Workshop, Kalkata Underground, Battle, Kulturní zřízenost, Swordfishtrombones, Chocolate Jesus, Ferdinand von Zeppelin, Photolab, Double Bubble, Houba, Dukla vozovna, V.P.R., Vyhoukaná sowa, Jana Vébrová a Folk3mail.
Festival přivítal 1200 návštěvníků a výtěžek 32 000 Kč byl odevzdán ve prospěch projektů neziskových organizací.

### 2007
24. a 25. srpna – vystoupili Sto zvířat, Vypsaná fiXa, UDG, Volant, Matthew´s Workshop, Skapollo, Dukla vozovna, Double Bubble, Funktomas, Imodium, Garage s Tony Ducháčkem, Totální nasazení, Alef Zero a Hlína. Přišlo přes 1400 návštěvníků.

### 2008
29. a 30. srpna – vystoupili Wohnout, Vypsaná fiXa, Už jsme doma, Le Pneumatique, Prague Ska Conspiracy, The Bombers & Jaromir 99, Znouzectnost, Volant, Dukla Vozovna, Blue Effect, Kalkata band, Please The Trees, VPR, Matthew´s Workshop, Bikini Fundamentalista v pásmu Gazi, Segundo Jungle, Gentle Patience, První Hoře. Přišlo okolo 1300 návštěvníků.

### 2009
28. a 29. srpna – vystoupili Vypsaná fiXa, Xavier Baumaxa, Garage, Michal Hrůza, Fast Food Orchestra, Pavilon M2, Schodiště, Volant, Dukla vozovna, Kalkata band, Matthew´s Workshop, The Prostitutes, OTK, Ganja Haze, Prohrála v kartách, Hm..., Skapollo, Racoon´s. Necelé 2000 návštěvníků.

### 2010
27. a 28. srpna – vystoupili Vypsaná fiXa, Sto zvířat, Volant, Priessnitz, Fast Food Orchestra, Skyline, Dukla vozovna, Znouzectnost, Čokovoko, Eggnoise, Chocolate Jesus, Kalkata band, Matthew´s Workshop. Novinkou ročníku byla organizovaná cyklojízda na festival z centra Pardubic

### 2011
26. a 27. srpna – vystoupili Visací zámek, Mňága a Žďorp, Vypsaná fiXa, Lenka Dusilová, Volant, Zuby nehty, Znouzectnost, Queens of Everything, Dukla vozovna, Rock and Roll Band Marcela Woodmana, Kalkata band, Matthew´s Workshop, Sabrage, Špičková kultura, Myštet

### 2012
26. a 27. srpna – vystoupili Vypsaná fiXa, Wohnout, Sto zvířat, Prague Conspiracy, Blue Effect, Volant, Kašpárek v rohlíku, Citizen 37, Poletíme?, Kalkata band, Double Bubble, Chocolate Jesus, Biorchestr, Beatles revival, Honza

### 2018
Poslední ročník festivalu se konal v roce 2018, vystoupili Vypsaná fiXa, Midi lidi, Dukla Vozovna a mnozí další.